# Procandea corticata
Procandea corticata är en insektsart som först beskrevs av Victor Antoine Signoret 1855.  Procandea corticata ingår i släktet Procandea och familjen dvärgstritar. Inga underarter finns listade i Catalogue of Life.